# Municipio de Grant (condado de Wright)
El municipio de Grant (en inglés: Grant Township) es un municipio ubicado en el condado de Wright en el estado estadounidense de Iowa. En el año 2010 tenía una población de 1597 habitantes y una densidad poblacional de 16,93 personas por km².

## Geografía
El municipio de Grant se encuentra ubicado en las coordenadas 42°46′55″N 93°40′10″O / 42.78194, -93.66944. Según la Oficina del Censo de los Estados Unidos, el municipio tiene una superficie total de 94.35 km², de la cual 91.94 km² corresponden a tierra firme y (2.55%) 2.41 km² es agua.

## Demografía
Según el censo de 2010, había 1597 personas residiendo en el municipio de Grant. La densidad de población era de 16,93 hab./km². De los 1597 habitantes, el municipio de Grant estaba compuesto por el 96.31% blancos, el 0.56% eran afroamericanos, el 0.06% eran amerindios, el 0.19% eran asiáticos, el 0.13% eran isleños del Pacífico, el 1.25% eran de otras razas y el 1.5% pertenecían a dos o más razas. Del total de la población el 9.33% eran hispanos o latinos de cualquier raza.